# Niepoczołowice
Niepoczołowice is een plaats in het Poolse district  Wejherowski, woiwodschap Pommeren. De plaats maakt deel uit van de gemeente Linia en telt 571 inwoners.

## Verkeer en vervoer
- Station Niepoczołowice